# Pilatus (Bergmassiv)
Der Pilatus ist ein Bergmassiv in der Schweiz südlich von Luzern. Er liegt im Grenzbereich der Kantone Luzern im Westen und Nidwalden und Obwalden im Bereich der höchsten Erhebungen, deren höchster Punkt das Tomlishorn mit einer Höhe von 2128 m ü. M. ist. Auf dem aussichtsreichen Hausberg von Luzern befinden sich die Bergstation Pilatus Kulm der Pilatusbahn mit Aussichtsterrasse, eine Panoramagalerie und zwei Berghotels.
Eine der ersten belegbaren Erstbesteigungen des Massivs erfolgte 1518 durch eine Gruppe um Joachim von Watt, besser bekannt als Joachim Vadian. Vermutlich bestiegen sie das Mittaggüpfi.

## Geographie

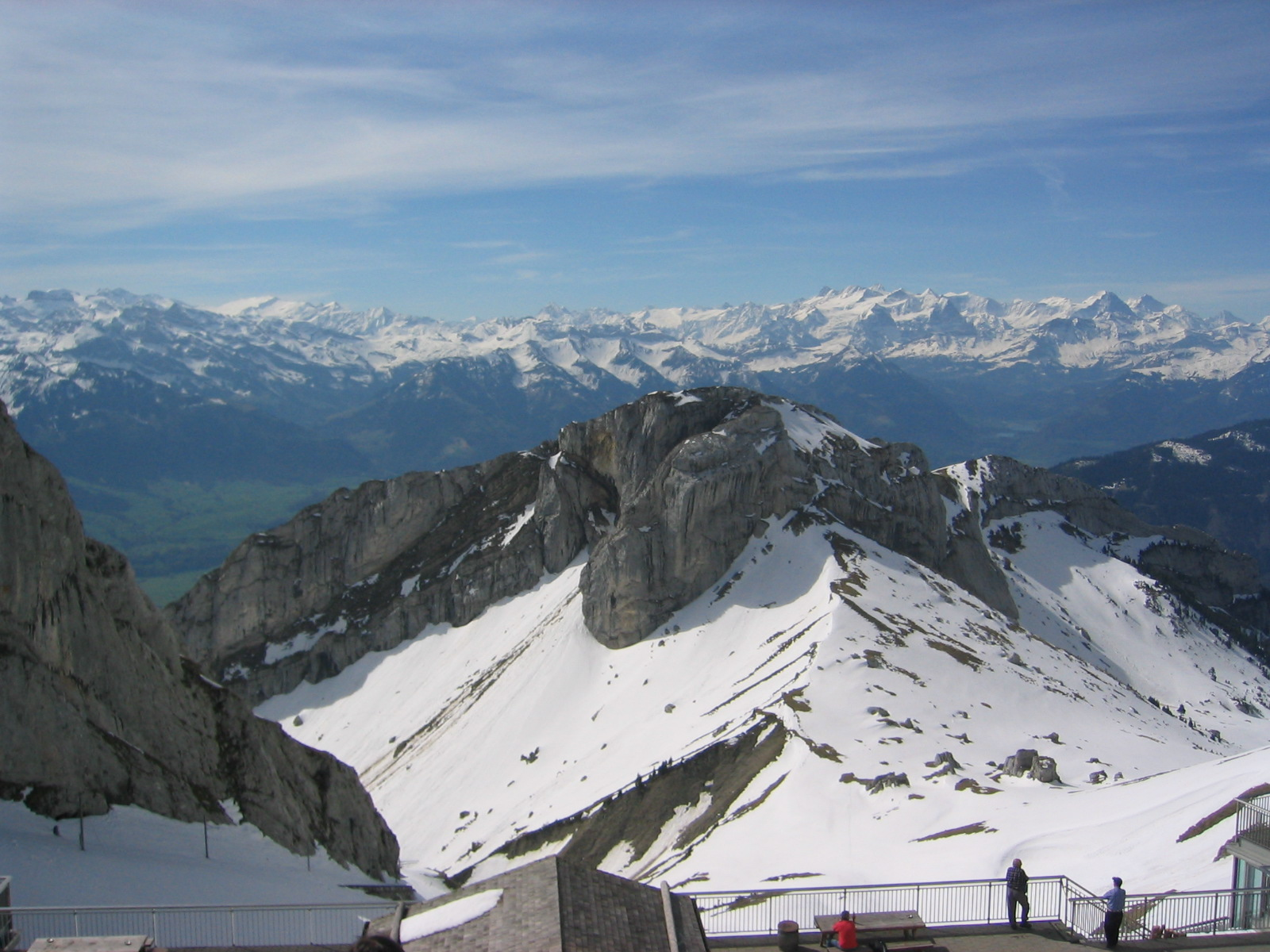
Blick von der Station Pilatus Kulm zum Matthorn

Das Massiv wird nach der Einteilung des Schweizer Alpen-Clubs zu den Luzerner Voralpen als Teil der Zentralschweizer Voralpen gezählt, nach einer anderen Einteilung auch zu den Emmentaler Alpen.
Der Pilatus ist kein Berg mit einem geschlossenen Gipfelaufbau. Das Bergmassiv besteht vielmehr aus einzelnen Gipfeln bzw. einer Bergkette, wovon der Esel die markanteste Felsformation ist.
Die Bergkette zieht von Westen in Richtung Osten, beginnend mit dem Risetestock (1759 m ü. M.) über die Stäfeliflue (1922,2 m ü. M.) zum Mittaggüpfi (1916,6 m ü. M., auch Gnepfstein), wo im oberen Eigental die Oberalp mit dem ehemaligen Pilatussee liegt. Nach dem Widderfeld (2075,2 m ü. M.) senkt sich der Grat in den Sattel des Gemsmättlis, in dessen Nähe die Grenze zwischen den Kantonen Luzern und Nidwalden nach Norden führt und wo die Fläche des Kantons Obwalden auffallend, aber nur für ein kleines Gebiet über die Wasserscheide hinüber reicht. Ab dort weiter nach Osten verläuft auf dem Grat nicht mehr die Grenze zwischen Obwalden und Luzern, sondern zwischen Obwalden und Nidwalden. Der Grat schwingt sich zum Tomlishorn (2128,5 m ü. M.) als höchster Erhebung auf, danach schliessen das Oberhaupt (2106 m ü. M.) und der Esel (2118,7 m ü. M.) die Kette ab. Etwas von der Bergkette südöstlich abgesetzt steht das Matthorn (2041,3 m ü. M.).
Dem Oberhaupt nordwestlich vorgelagert steht das Klimsenhorn (1907,2 m ü. M.) mit zwei Ausläufern, nordwestlich die Lauelenegg (1442 m ü. M.) und nordöstlich die Fräkmüntegg (1469 m ü. M.). Die Egg der Lauelen zieht über den Höchberg (1198 m ü. M.) nordwestwärts weiter bis zur Würzenegg (1173 m ü. M.) und begrenzt das Eigental, jene des Fräkmünt zieht in weitem Bogen ostwärts um das Einzugsgebiet des Steinibachs. Zwischen den nördlichen Eggen befindet sich im Einzugsgebiet des Ränggbachs die Krienseregg (1026 m ü. M.).
Dem Esel nordöstlich vorgelagert steht die Rosegg (1972 m ü. M.), der Grat verläuft weiter über das Steiglihorn (1968 m ü. M.) mit dem Galtigengrat sowie über die Windegg (1673 m ü. M.) und das Chrummhorn (1254 m ü. M.) vorbei am Renggpass (886 m ü. M.) bis zum Lopper (960 m ü. M.).
Nördlich vom Tomlishorn steht der Chastelendossen (1883 m ü. M.), auf der Südseite des Widderfeldes befindet sich das Mondmilchloch.

### Pilatusgebiet
Als Pilatusgebiet kann gemäss Alfred Helfenstein das von der Grossen Schliere, der Sarner Aa, dem Alpnachersee, dem Vierwaldstättersee, der Reuss, der Kleinen Emme, dem Unterlauf des Rümlig, dem Fischenbach, dem Risetestock und der dortigen Kantonsgrenze zwischen Luzern und Obwalden bezeichnet werden. Der tiefste Punkt des Pilatusgebiets ist mit 432 m ü. M. der Zusammenfluss von Kleiner Emme und Reuss.

## Geologie

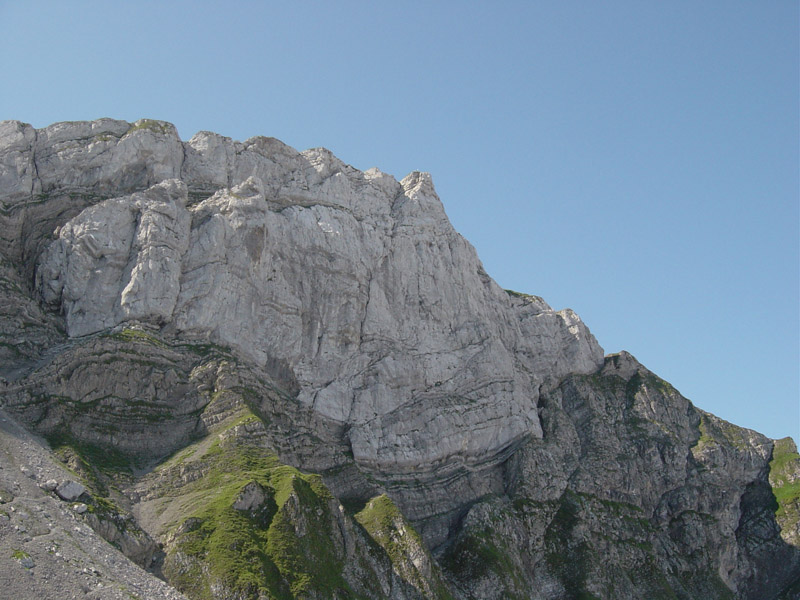
Das Tomlishorn von Norden. Gut sichtbar sind die ausgeprägten Bänder unterhalb des hellgrauen Schrattenkalks.

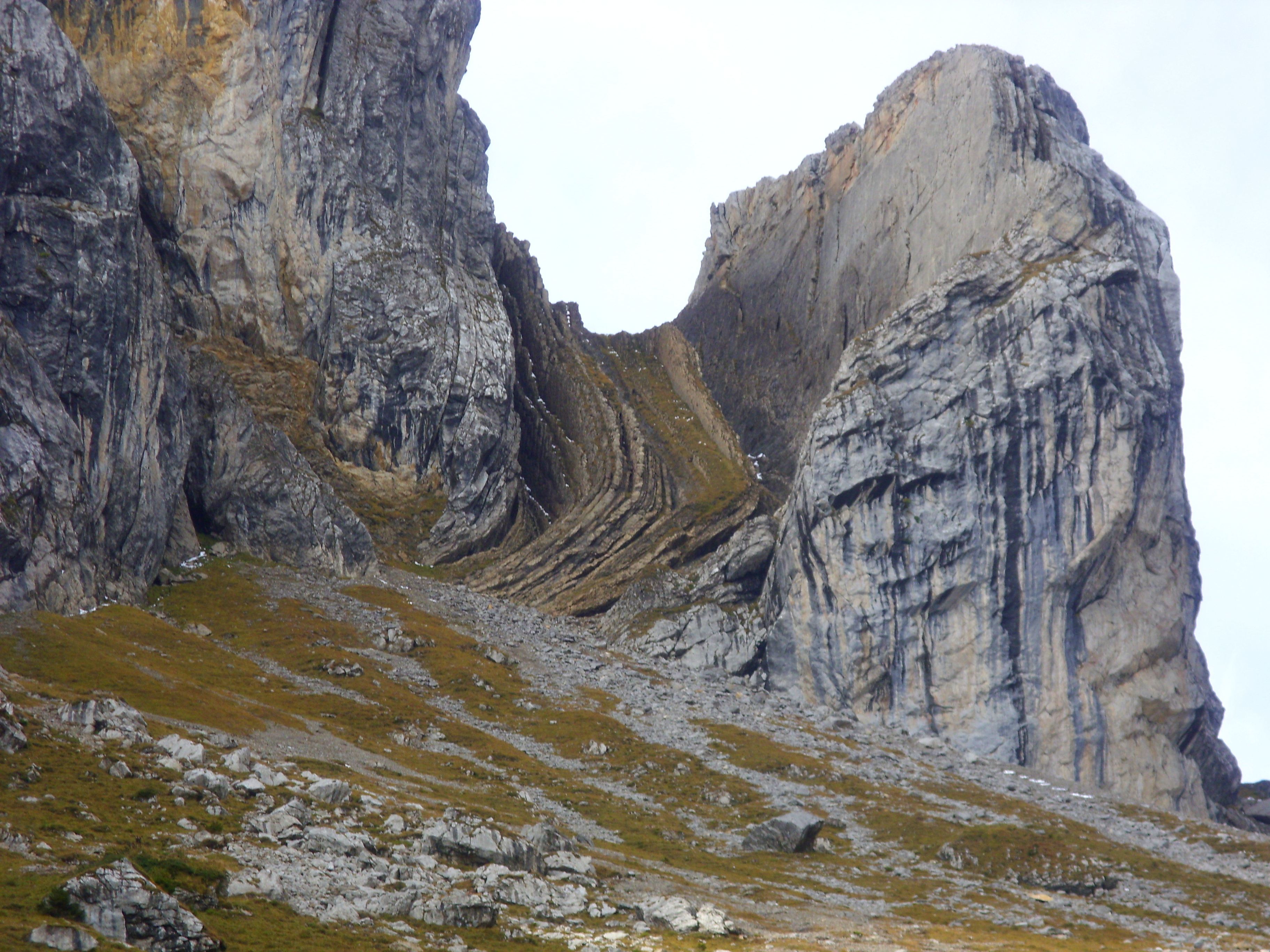
Markante Felsformation am Matthorn

Das Pilatusmassiv gehört zur helvetischen Randkette und bildet den Stirnbereich der Drusberg-Decke, einer Teildecke des helvetischen Deckensystems. Nach Norden zu ruht der Pilatus mit einer Überschiebungsfläche (anormaler tektonischer Kontakt) auf dem subalpinen Flysch, der seinerseits die subalpine Molasse überfuhr.
Seine Gesteinsserie verteilt sich auf Bildungen der Kreide und der älteren Tertiärformationen.
Die Kreideserie des Pilatus weist als Ältestes Ablagerungen aus dem Valanginium (Valangien) auf. Die drei erkennbaren Glieder sind Valang(in)ienmergel bzw. Valendis-Mergel («Vitznaumergel»), Valang(in)ienkalk bzw. Valendis-Kalk («Betliskalk») und der abschliessende Valangienglaukonit («Gemsmättlischicht»). Die nächstjüngere Stufe, das Hauterivium, umfasst den mächtigen Kieselkalk, dessen basale Schichten meist schiefrig ausgebildet sind. Den oberen Abschluss des Hauterivium bildet eine weitverbreitete, grobspätige Echinodermata-Brekzie. Das darüberliegende Barremium gliedert sich in wenig mächtige, grünsandige (glaukonitführende) Altmannschichten, mergelige Drusbergschichten und unteren Schrattenkalk. Die Drusbergschichten stellen eine Wechsellagerung von schiefrigen, dunkelgrauen Mergeln mit kalkigeren, kompakten Lagen dar. Aufgrund ihrer relativen Weichheit sind sie entweder vorwiegend von Vegetation bedeckt oder aber an steilen Halden zwischen den Felswänden des Kiesel- und Schrattenkalks aufgeschlossen. Die nächstjüngere Stufe, das Aptium, gliedert sich in das Rawil-Member, ehemals Orbitolinenschichten (dunkle, mergelige Zone mit zahlreichen Orbitolinen), den oberen Schrattenkalk und als Abschluss der Kreideserie den Gault (Obere Unterkreide) der Garschella-Formation.
Die Eozänbildungen sind vertreten durch Sandsteine und Nummulitenkalk (Lutetium), Pectinitenschiefer (unteres Bartonium bzw. Auversien – darin eingeschaltet der Hogantsandstein) und die Stadschiefer (Priabonium).
Tektonisch werden fünf Bauelemente unterschieden:
- Klimsenhorn-Serie: Die Schichten tauchen gegen Südsüdost ab.
- Tomlishorn-Gewölbe: Im östlichen Teil stellt es eine nach Norden überkippte Antiklinale dar, deren Faltenachse leicht nach Südwesten abtaucht.
- Esel-Gewölbe: Geht aus der Laubalpmulde hervor. Die Faltenachse taucht gegen Süden ab.
- Steigli-Gewölbe: Es beherrscht die Nord- und Ostseite des Berges. Die Faltenachse taucht ebenfalls gegen Süden ab.
- Matthorn-Gewölbe: Baut den grössten Teil der Südseite auf. Die Faltenachse liegt praktisch horizontal.

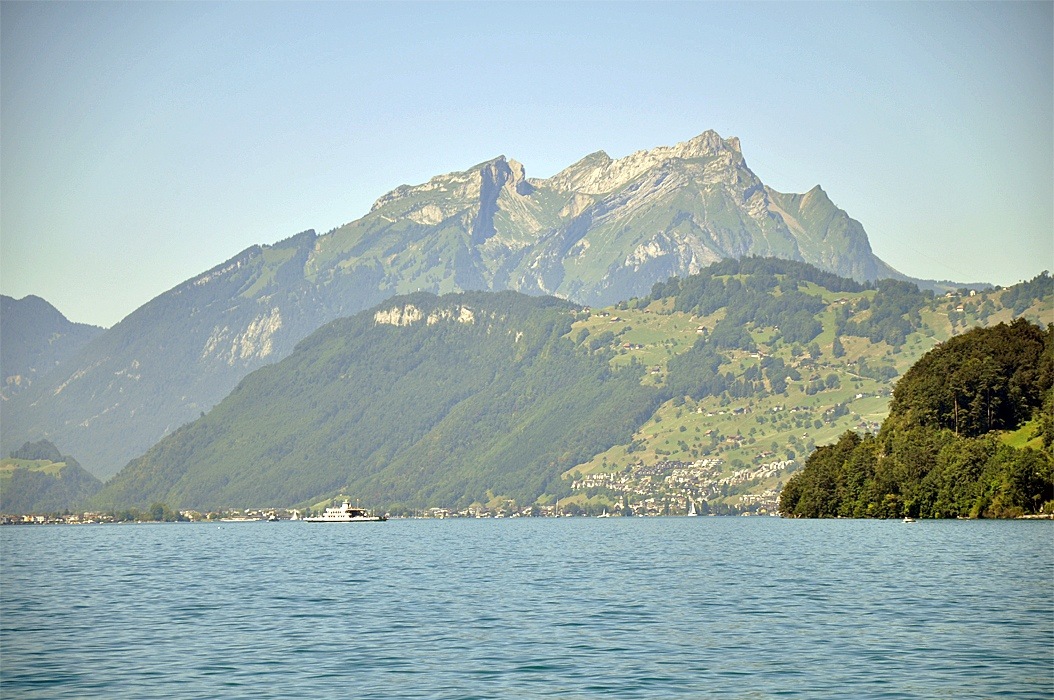
Der Pilatus von Gersau aus gesehen

Bei den Falten bilden die kompetenten (= harten) Kalkschichten oft das Gerüst, während die inkompetenten (= weichen) Mergelschichten oft durch den Faltungsdruck ausgepresst wurden.
Am Renggpass-Lopperbergbruch reisst der Faltenbau abrupt ab. An dieser Blattverschiebung blieb der Lopperberg gegenüber der Pilatus-Teildecke um ca. 500–700 Meter zurück.
Eine Gedächtnisplatte zwischen Pilatus Kulm und Esel erinnert an den Geologen Franz Joseph Kaufmann, der von 1863 bis 1866 das Pilatusmassiv grundlegend untersuchte. 1867 erschienen seine Beobachtungen als Beiträge zur geologischen Karte der Schweiz.

## Geschichte

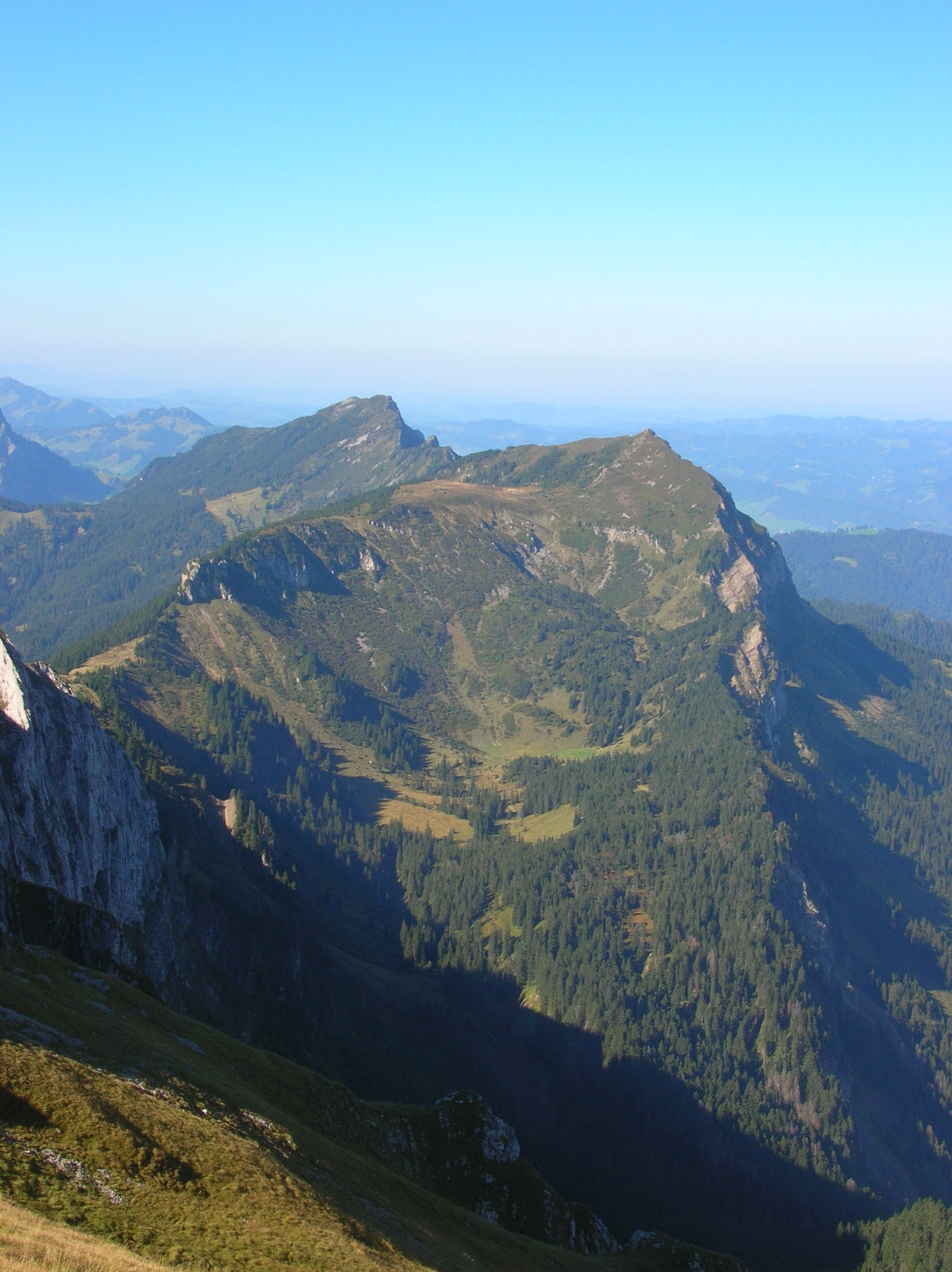
Blick Richtung Westen auf das Tal des Bründlenbachs: Das vermutlich 1518 durch Vadian bestiegene Mittaggüpfi sowie davor die Mulde dem ehemaligen Pilatussees im Wald.

Bis zum Beginn des 16. Jahrhunderts stand der Aberglaube an Unwesen und böse Mächte einer Begehung von Gebirgsregionen im Weg. Am Pilatus rankten sich speziell gruselige Geschichten um den Pilatussee. 1518 galt denn auch dieser See den Herren Vadian, Konrad Grebel, Oswald Myconius und Johannes Xylotectus als erstes Ziel. Sie bedurften für die Begehung des Berges einer ausdrücklichen Genehmigung des Rates von Luzern. Im Jahre 1387 hatten sechs Geistliche möglicherweise längere Gefängnisstrafen erhalten aufgrund ihres Plans, sich ohne Erlaubnis auf den Pilatus zu begeben. Zusätzlich zur Genehmigung erhielten die vier Humanisten 1518 einen Begleiter. Dieser Begleiter soll Vadian beschworen haben, bloss nicht die Ruhe des Sees zu stören und so verzichtete Vadian auf die Provokation des drohenden Naturwunders. Danach soll die Gesellschaft noch «die Höhe des Berges» bestiegen haben. Dabei könnte es sich um das Mittaggüpfi oberhalb des Sees handeln, oder um den Berggrat zwischen dem Mittaggüpfi und dem Widderfeld
Weitere Gelehrte am Pilatus waren Konrad Gessner, der den Gipfel am 20. August 1555 erreichte und beschrieb ("Descriptio montis Fracti" 1555), Moritz Anton Kappeler ("Pilati montis historia" 1767) oder Franz Ludwig Pfyffer von Wyher (Gebirgsrelief, 1750). Den Auftakt zum Bau rein touristischer Infrastruktur machte 1856 der Bau des Klimsenhauses.

### Etymologie und Sagen
Im Mittelalter hiess das Pilatusmassiv Mons fractus («gebrochener Berg»), Frakmont oder Fräkmünd. Der älteste Bezug stammt von etwa 1100 unter dem Namen fractus mons. Zwei Alpen auf beiden Seiten des Massivs tragen heute noch den Namen Fräkmüntegg und Fräkmünt. Das Pilatusmassiv wurde aber schon vielleicht ab 1433 auch Mons pileatus, d. h. «der mit Felspfeilern durchsetzte Berg» (von lat. mons ‹Berg› und lat. pila ‹Pfeiler/Strebe›), Pylatus (1480), Mons Pilati (1555), Pilatusberg genannt.  Eine weitere sprachwissenschaftliche Deutung ist die Ableitung von pilleus (lat. für «Filzkappe»). Pilleatus wäre dann «der mit einer Kappe Versehene», womit auf die häufigen Wolken an der Bergspitze Bezug genommen würde.
Erst später wurde wohl der schon bestehende Name Pilatus mit dem Präfekten Roms in Jerusalem, Pontius Pilatus, in Verbindung gebracht. Es entwickelte sich die Sage, dass Pontius Pilatus in dem inzwischen verlandeten Bergsee Pilatussee bei der Oberalp seine letzte Ruhestätte fand. Überall, wo man seine Leiche zuvor bestatten wollte, traten heftige Stürme auf. Deshalb wurde ein hoher Berg wie der Frakmont ausgewählt, auf dem ohnehin fortwährend Unwetter toben. An jedem Karfreitag soll der römische Statthalter von Judäa aus seinem nassen Grab steigen und in vollem Ornat zu Gericht sitzen. Bis ins 16. Jahrhundert hatte der Stadtrat von Luzern das Besteigen des Berges unter Androhung von Strafen verboten. Pilatus sollte im Bergsee nicht gestört – und keine Unwetter heraufbeschworen – werden. Wenn es jemand wagte, etwa durch den Wurf eines Steines in das stille Wässerchen, den Pilatusgeist zu erzürnen, habe es furchtbare Unwetterschläge mit schweren Verwüstungen bis nach Kriens hinunter abgesetzt.
Diese Sage war schon im christlichen Altertum bekannt und im Mittelalter allgemein verbreitet. Ihre Popularität trug viel dazu bei, dass der herkömmliche Name «Fräkmünt» im 15. Jahrhundert allmählich verdrängt und durch den Namen «Pilatus» ersetzt wurde. Erstmals wurde er 1475 verurkundet.
Sagen und Geschichten
Die Sagenwelt im und um das Pilatusmassiv ist sehr vielfältig. Der Pilatus war den Luzernern früher nicht der erhabene Hausberg, sondern düsterer Sitz tückischer Unwetter und Wasserstürze, die sich zur Stadt hin wälzten. Er wurde zum Sitz von Drachen und Gewürm, von Hexen und Zauberern, aber auch zur Wohnung der kleinen guten Bergleute, die den Menschen wohl gesinnt waren, die Gämsen beschützten, aber Frevler und Hartherzige bestraften.
Zu den weiteren Sagen und Geschichten übers Pilatusgebiet (zwischen 653. und 670. Breiten- und 197. und 214. Längengrad) zählen:
- Der Luzerner Drachenstein
- Mondmilch vom Mondmilchloch
- Das Geheimnis der Domini(k)höhle

In der steil aufragenden Nordwand des Widderfeldes kann man eine Felshöhle mit dem Namen Dominiloch (auch: Dominikhöhle) erkennen. Ein mit Kalk überzogener, freistehender Felsblock am Eingang der Höhle wurde als Mann gedeutet, der, dorthin verzaubert, mit gekreuzten Armen und Beinen an einem Tisch steht. Um diese erstarrte Figur bildeten sich ganze Reihe von Sagen:
Vor Jahren soll auf der Bründlen eine Kapelle gestanden haben, die durch einen Bergsturz verschüttet worden sei. Dabei sei die Statue des heiligen Dominikus durch ein Wunder in diese Höhle versetzt worden. Drei junge Burschen hätten einst der Figur verschiedene Namen zugerufen, sie habe aber nur auf den Namen Domini Antwort gegeben. Wer ihr jedoch einen anderen Namen zurufe, der sterbe noch im gleichen Jahr.
Nach einer anderen Sage habe einst in der Dominihöhle ein Riese gewohnt, der ein treuer Wächter über Land und Leute war. Als er aber einmal schlief und aufwachend sah, dass Schweizer gegen Schweizer kriegten, erstarrte sein Leib und wurde zu Stein.

## Klima
Für die Normalperiode 1991–2020 beträgt die Jahresmitteltemperatur 2,3 °C, wobei im Januar mit −4,4 °C die kältesten und im Juli mit 9,8 °C die wärmsten Monatsmitteltemperaturen gemessen werden. Die Messstation von MeteoSchweiz liegt auf einer Höhe von 2105 m ü. M.
|                        | Jan  | Feb  | Mär  | Apr  | Mai  | Jun  | Jul  | Aug  | Sep  | Okt  | Nov  | Dez  |   |       |
| Mittl. Temperatur (°C) | −3,8 | −4,4 | −2,5 | 0,1  | 4,0  | 7,5  | 9,5  | 9,8  | 6,5  | 4,0  | −0,3 | −2,9 | ⌀ | 2,3   |
| Mittl. Tagesmax. (°C)  | −0,8 | −1,2 | 0,6  | 3,2  | 7,1  | 10,5 | 12,6 | 12,8 | 9,6  | 7,3  | 2,7  | 0,1  | ⌀ | 5,4   |
| Mittl. Tagesmin. (°C)  | −6,5 | −7,1 | −5,2 | −2,5 | 1,3  | 4,8  | 6,8  | 7,2  | 4,0  | 1,4  | −3,0 | −5,6 | ⌀ | −0,3  |
|                        |      |      |      |      |      |      |      |      |      |      |      |      |   |       |
| Niederschlag (mm)      | 164  | 155  | 150  | 163  | 153  | 168  | 163  | 161  | 110  | 98   | 132  | 173  | Σ | 1790  |
|                        |      |      |      |      |      |      |      |      |      |      |      |      |   |       |
| Sonnenstunden (h/d)    | 4,0  | 4,6  | 5,0  | 5,2  | 4,9  | 4,9  | 5,2  | 5,3  | 5,1  | 5,1  | 3,9  | 3,4  | ⌀ | 4,7   |
|                        |      |      |      |      |      |      |      |      |      |      |      |      |   |       |
| Regentage (d)          | 12,2 | 11,3 | 13,3 | 12,8 | 14,6 | 15,2 | 14,4 | 13,9 | 11,3 | 11,0 | 11,5 | 13,7 | Σ | 155,2 |
|                        |      |      |      |      |      |      |      |      |      |      |      |      |   |       |
| Luftfeuchtigkeit (%)   | 64   | 66   | 72   | 77   | 82   | 84   | 83   | 81   | 79   | 71   | 68   | 65   | ⌀ | 74,4  |

| −6,5 |

| −7,1 |

| −5,2 |

| −2,5 |

| 1,3 |

| 4,8 |

| 6,8 |

| 7,2 |

| 4,0 |

| 1,4 |

| −3,0 |

| −5,6 |

| −6,5 |

| −7,1 |

| −5,2 |

| −2,5 |

| 1,3 |

| 4,8 |

| 6,8 |

| 7,2 |

| 4,0 |

| 1,4 |

| −3,0 |

| −5,6 |

| N i e d e r s c h l a g | 164 | 155 | 150 | 163 | 153 | 168 | 163 | 161 | 110 | 98  | 132 | 173 |
|                         | Jan | Feb | Mär | Apr | Mai | Jun | Jul | Aug | Sep | Okt | Nov | Dez |

## Fauna

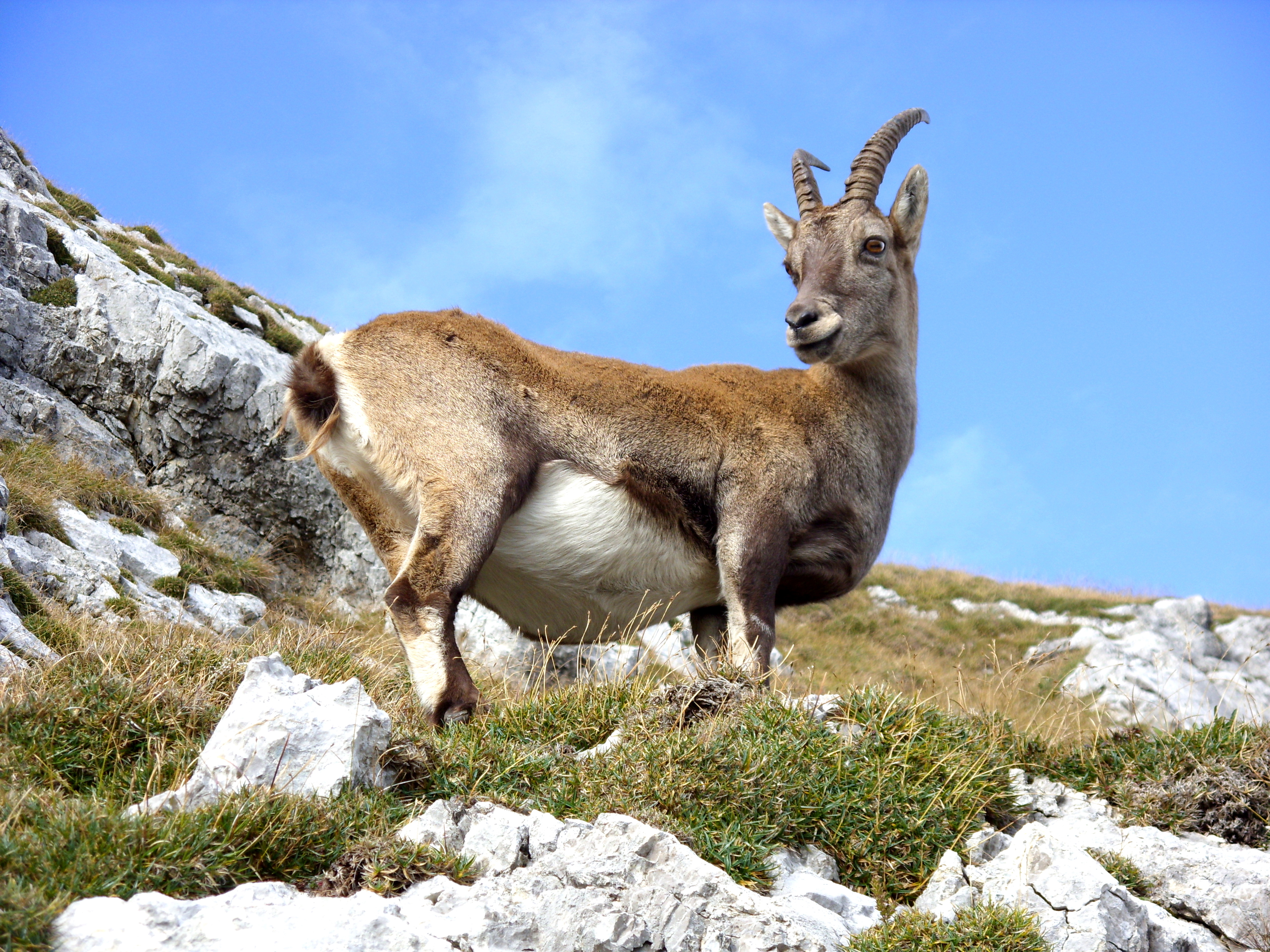
Alpensteinbock am Pilatus

Der letzte von den früher dort vorkommenden Bären wurde 1726 erlegt. Nachdem bereits im 17. Jahrhundert der Alpensteinbock am Pilatus ausgerottet worden war, begann man im Jahr 1961 mit der Wiederansiedlung. Die Tiere wurden am Piz Albris eingefangen und dann auf der Mattalp ausgesetzt. Zu den ersten Wiederansiedlern gehörten drei Böcke (fünf- bis achtjährig) und drei Steingeissen (drei- bis vierjährig). Bis 1969 wurden 19 Stück Steinwild ausgesetzt. Bei der Zählung 2004 des Wildbestandes wurden 30 Böcke, 28 Geissen und 32 Jungtiere gesichtet. Im Juli 2012 zählte man 109 Exemplare, im Rahmen der Hegejagd wurden drei gesunde Steinböcke zur Jagd freigegeben. Der Steinbock gehört heute zu den grossen Attraktionen des Pilatus. Auf der Lauelenegg und der Fräkmüntegg befinden sich die Wildruhezonen. Der Pilatus steht unter Landschaftsschutz und gehört zum Bundesinventar der Landschaften und Naturdenkmäler von nationaler Bedeutung (BLN).

## Meteorologie

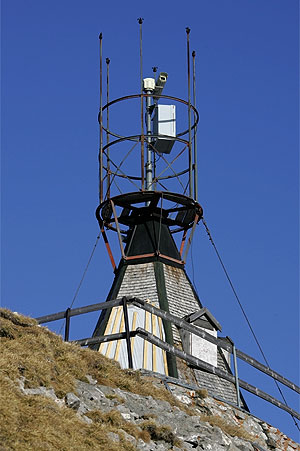
Historische Wetterstation auf dem Pilatus, heute mit Webcam

Die weit zurückreichende Berggeschichte des Pilatus begründet sich in seinem Charakter als berüchtigter «Wettermacher», der nach allen Seiten verheerende Wildbäche aussandte. Beispielsweise führten Hochwasser am Ränggbach westlich von Kriens immer wieder zu Überschwemmungen in Luzern. Mit Verbauungen bereits im 15. Jahrhundert und Erweiterungsarbeiten am Renggloch im 16. Jahrhundert versuchte man, diesen Bach zu bändigen, was aber erst im 18. Jahrhundert gelang. So ging lange ein übler Ruf vom Pilatus aus.
Wie an vielen alleinstehenden Bergen sammeln sich an seinen Hängen gerne Wolken. So vermochte er von jeher bei den Bewohnern der Region eine Rolle als Wetterprophet zu spielen. Die Wetterregel lautet:

«Hat der Pilatus einen Hut
bleibt im Land das Wetter gut.
Hat er einen Nebelkragen
darf man eine Tour wohl wagen.
Trägt er aber einen Degen,
bringt er uns gewiss bald Regen.»

Mit dem «Degen» ist dabei eine lange Wolkenfahne gemeint. Hintergrund ist, dass das am Berg sichtbare Kondensationsniveau auf den Feuchtegehalt der Luft und damit auf die Niederschlagswahrscheinlichkeit schliessen lässt.

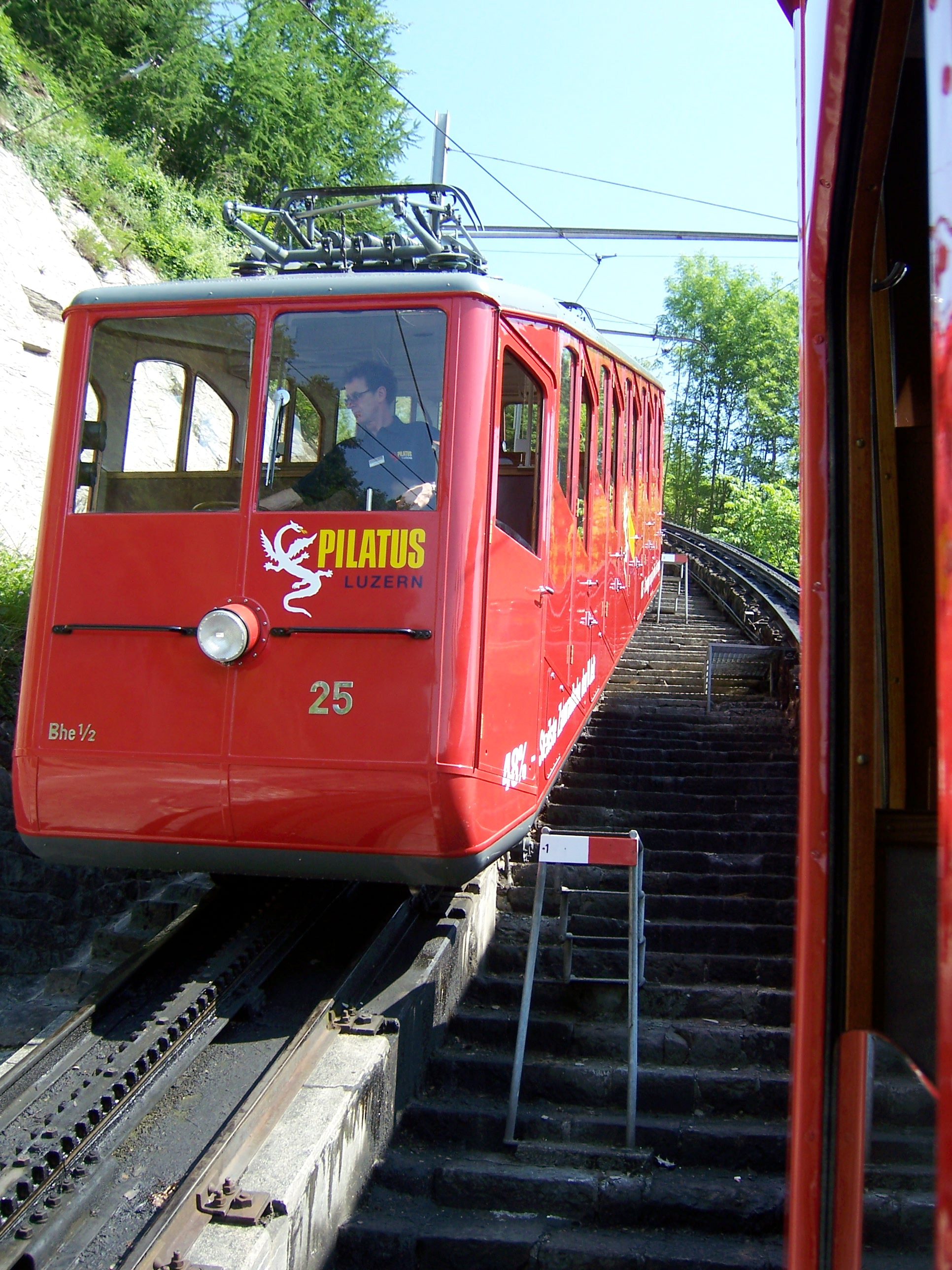
Die Pilatusbahn, die steilste Zahnradbahn der Welt

## Touristik

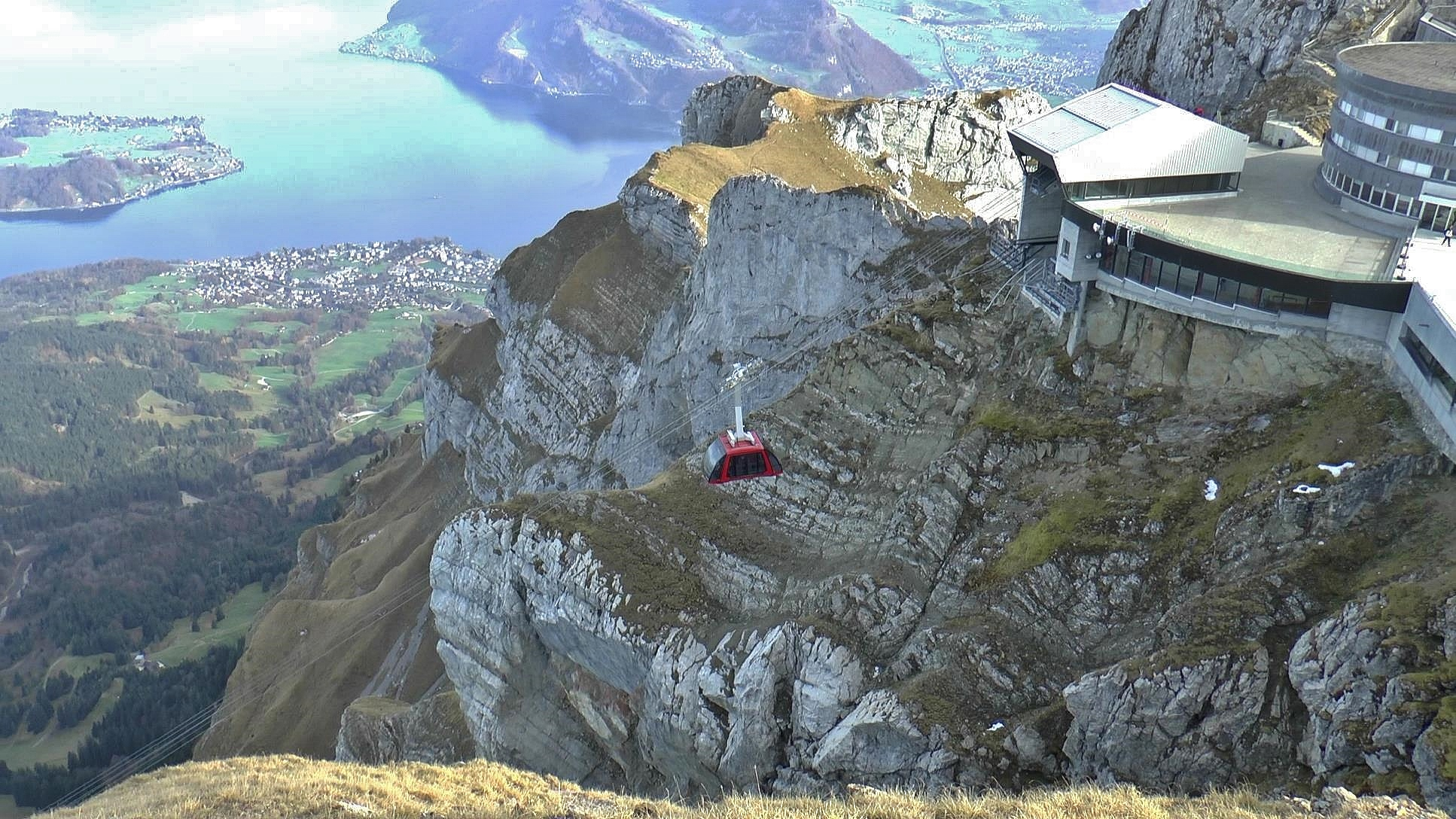
Pendelbahn kurz nach Verlassen der Bergstation. Blick vom Oberhaupt nach Osten.

Oberhaupt und Hotel Bellevue, um 1895

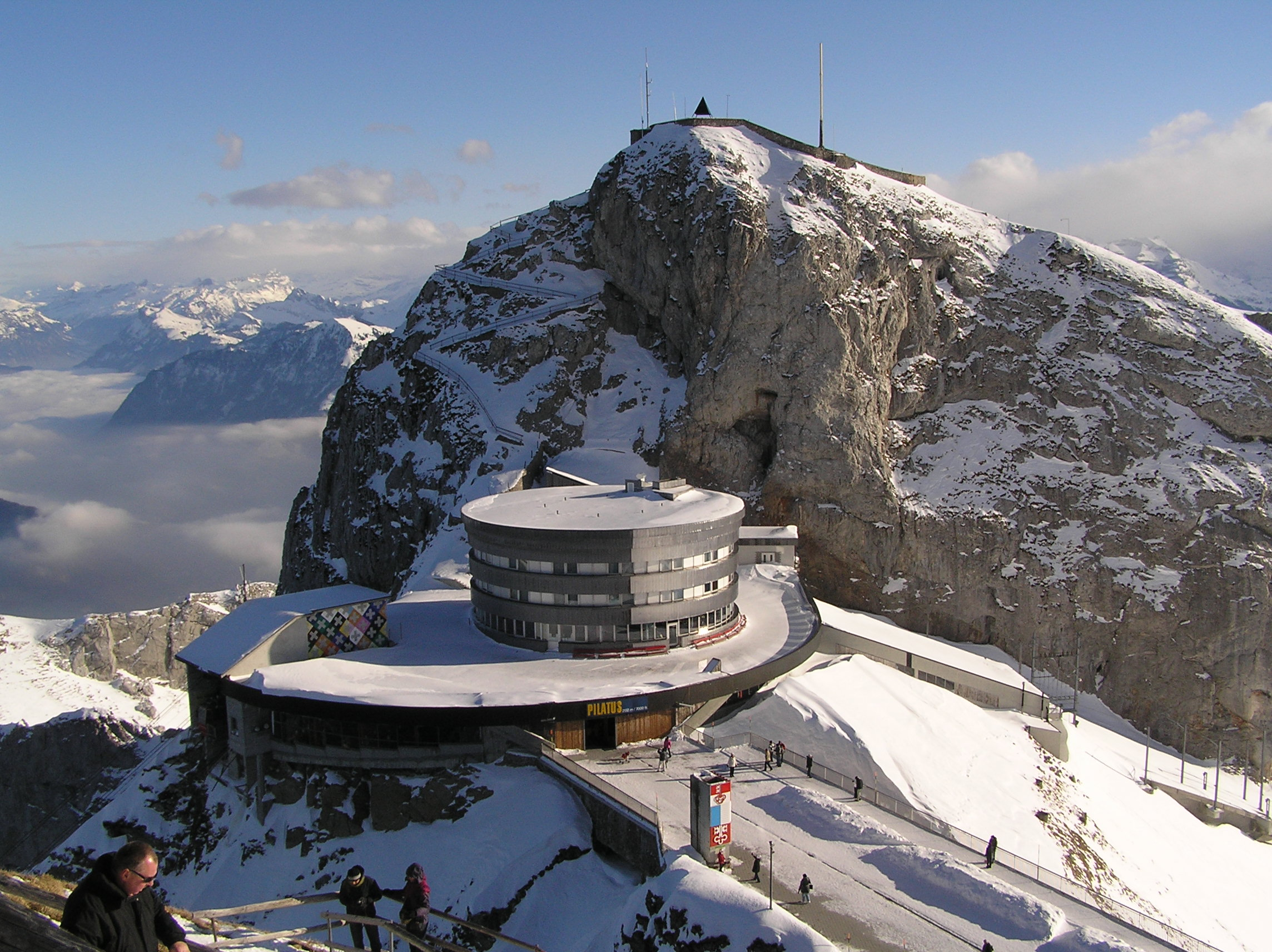
Bergstation Kulm, Hotel Bellevue und Esel

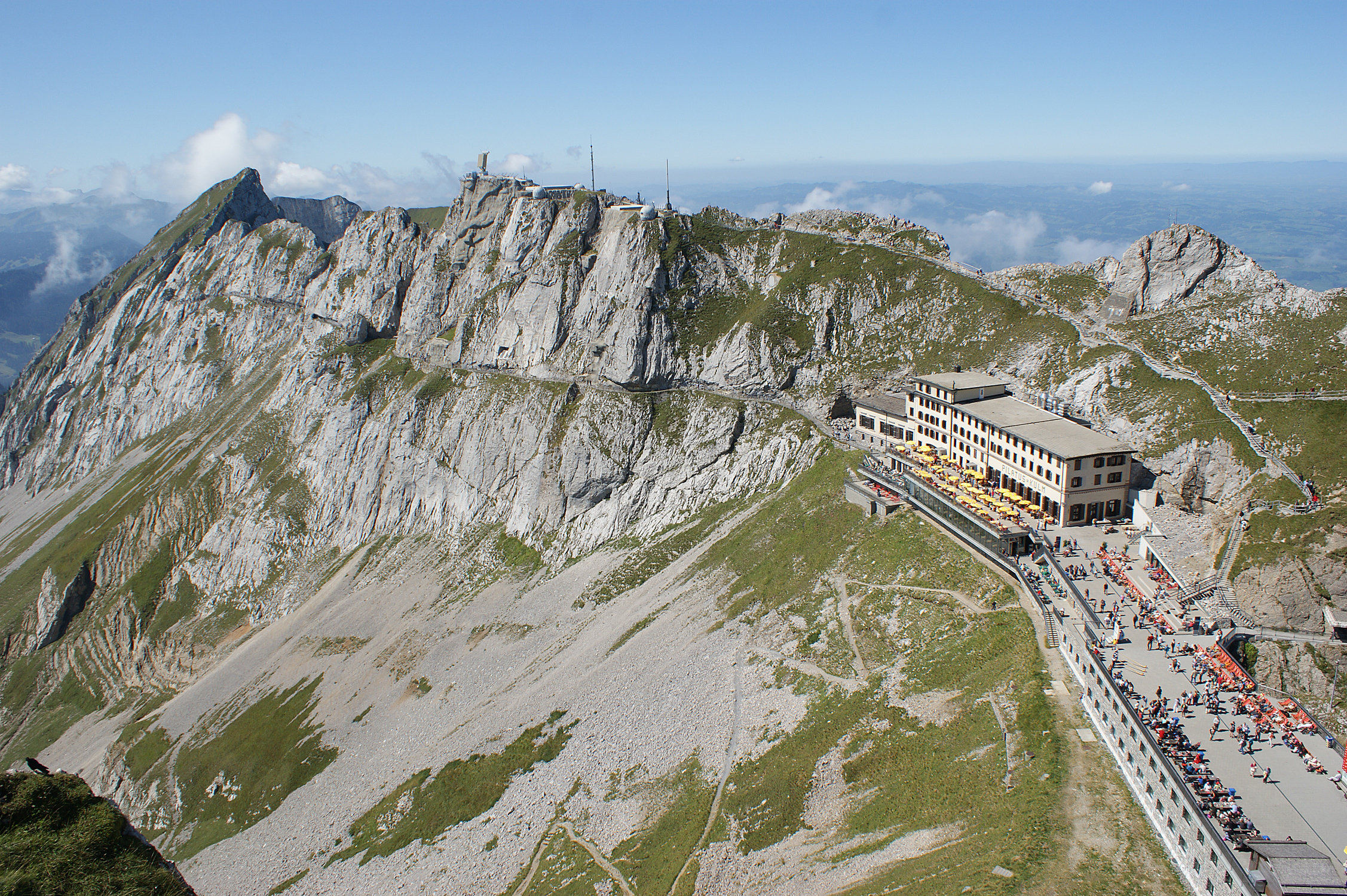
Hotel Pilatus-Kulm

Touristisch wurde der Pilatus erstmals erschlossen durch den Bau des Klimsenhauses 1856.
1860 wurde auf dem Pilatus das Hotel Bellevue eröffnet. Im Jahre 1868 weilte Königin Viktoria mit ihrem Gefolge im Hotel. Die Pilatusbahn, die steilste Zahnradbahn der Welt, führt seit 1889 mit einer maximalen Steigung von 48 % von Alpnachstad nach Pilatus Kulm auf 2073 m ü. M.; ein Jahr nach der Eröffnung der Bahn folgte das Hotel Kulm. Die Hotels befinden sich, zusammen mit den Bergstationen der Bahnen nach Alpnach und nach Kriens, zwischen den Erhebungen Esel und Oberhaupt. Der erste Bau des Hotels Bellevue wurde ab 1963 durch den heute bekannten Rundbau ersetzt, wobei auch die Bergstation der Zahnradbahn erweitert wurde.
Von Luzern her ist der Berg seit 1956 mit der Gondelbahn Kriens–Krienseregg–Fräkmüntegg und einer Luftseilbahn Fräkmüntegg–Pilatus erschlossen, welche im April 2015 erneuert wurde. Dies ermöglicht eine Rundreise von Luzern auf den Pilatus, danach (allerdings nicht im Winter) mit der Zahnradbahn nach Alpnachstad und via Dampfschiff, Motorschiff oder S-Bahn zurück nach Luzern. Es ist auch der Zustieg vom Eigental her möglich mit der Überschreitung der Kette. Dabei können z. B. die sagenumwobenen Orte des ehemaligen Pilatussees oder das Mondmilchloch besichtigt werden.
Auf und am Pilatus können zahlreiche Sportarten ausgeübt werden, wie Gleitschirmfliegen, Schlitteln, Wandern, Klettern (im Fels und in einem Seilpark), Mountainbiken und Rodeln auf einer Sommerrodelbahn.
Die Spitze des Berges wird während einiger Nächte beleuchtet. So ist der Berg auch nachts eine Attraktion hoch über der Leuchtenstadt Luzern.
In den Jahren 2010 und 2011 wurde eine Panoramagalerie auf Pilatus Kulm zwischen der Bergstation der Pilatusbahn und dem Hotel Kulm nach Plänen des Luzerner Architekturbüros Graber & Steiger errichtet.

## Technische Anlagen
Auf dem Gipfel des Esels ist eine 70-cm-Relaisstation für den Amateurfunk installiert.
Auf dem Bergkamm südwestlich des Oberhaupts (jenseits des Chriesilochs, einer langen, bereits um 1700 so benannten Felsspalte) befinden sich abgesperrte Installationen des Radarsystems Florako für die Militär- und Zivilluftfahrt (vgl. auch Skyguide). Weiterhin befindet sich eine Wetterstation auf dem Berg, siehe Foto weiter oben.

## Trivia
Eine musikalische Beschreibung des Pilatus als Sitz von Drachen veröffentlichte im Jahre 2002 der US-amerikanische Komponist Steven Reineke mit der Komposition Pilatus – Mountain of Dragons für symphonisches Blasorchester.
Der Schweizer Künstler Hansjürg Buchmeier machte zwischen 1995 und 2005 über 35'000 Fotos des Pilatus. 100 Ansichten davon sind im 2005 erschienenen Werk Pilatus. Ein Berg. Hundert Ansichten wiedergegeben. Buchmeier bezeichnet sein Buch als eine Hommage an den japanischen Maler Hokusai und dessen 36 Ansichten des Berges Fuji.
Obwohl die Gipfelhöhe 2128,5 m ü. M. beträgt, wird noch immer mit der früher fälschlicherweise publizierten Höhe von 2132 m ü. M. geworben.